# Sıla Şahin
Sıla Şahin (ur. 3 grudnia 1985 w Spandau) – turecko-niemiecka aktorka i modelka, pochodzenia kurdyjskiego.

## Kariera
Ukończyła studia w berlińskim Europäisches Theaterinstitut. W 2006 zadebiutowała na dużym ekranie rolą Sonnur w filmie Verfolgt. Ma na swoim koncie 7 ról w filmach i serialach telewizyjnych. Największą popularność przyniosła jej rola fizjoterapeutki Ayli Özgül w niemieckiej operze mydlanej Gute Zeiten, schlechte Zeiten.
W maju 2011 jej zdjęcie ukazało się na okładce niemieckiego wydania Playboya. Zdjęcia wywołały oburzenie konserwatywnych środowisk muzułmańskich, mimo że aktorka nie jest muzułmanką.
Mieszka w Charlottenburgu.

## Filmografia
- 2006: Verfolgt jako Sonnur
- 2007: Janjan jako Yasemin
- 2007–2008:  KDD - Kriminaldauerdienst jako Elif Kilic
- 2009: The Basement jako Jasmin
- 2010–2012: Gute Zeiten, schlechte Zeiten jako Ayla Özgül
- 2012: Die Jagd beginnt jako Aline
- 2012: Kobra – oddział specjalny jako Kate Schuster